# Evangelische Kirche Rödgen (Gießen)

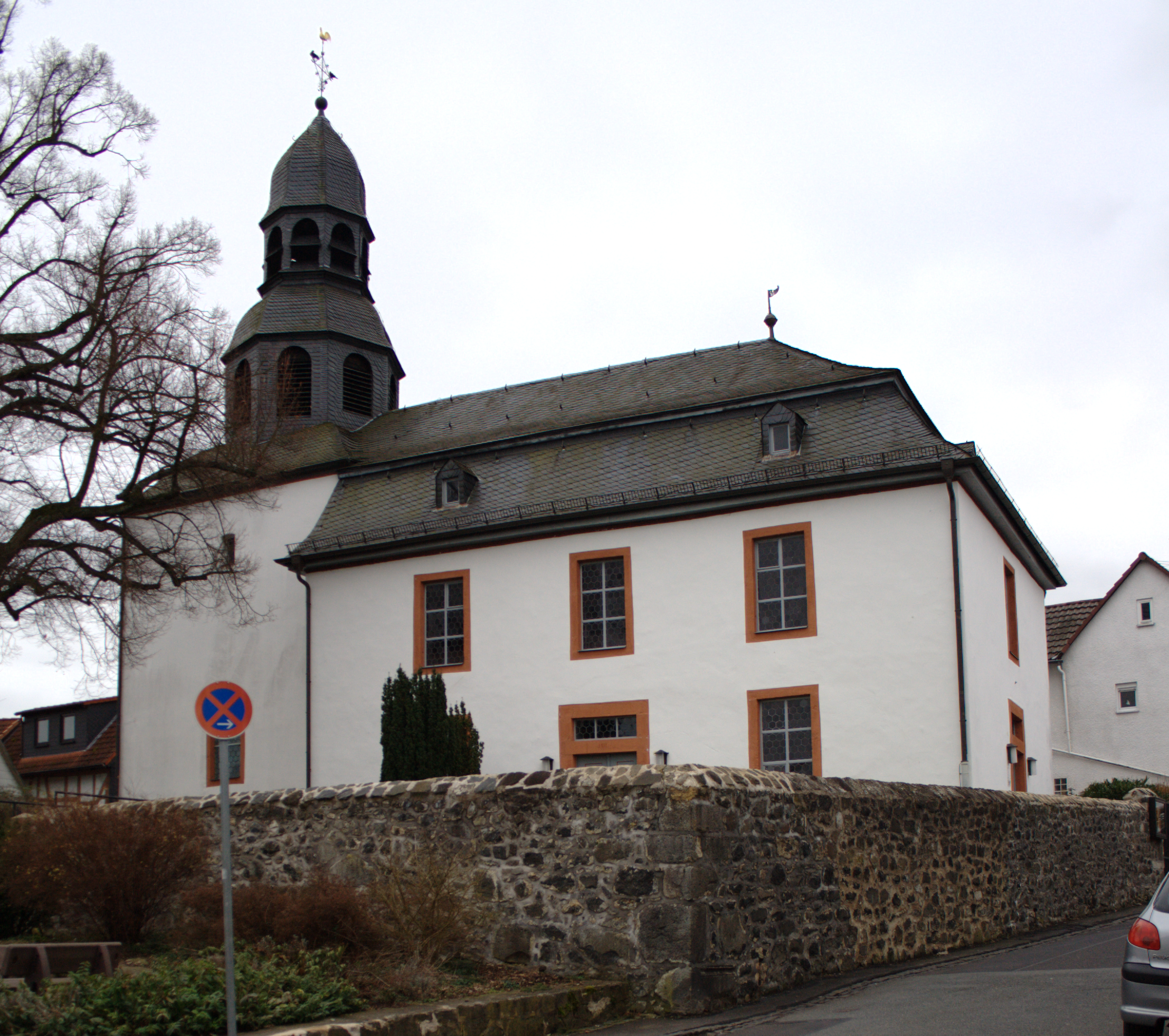
Kirche von Norden

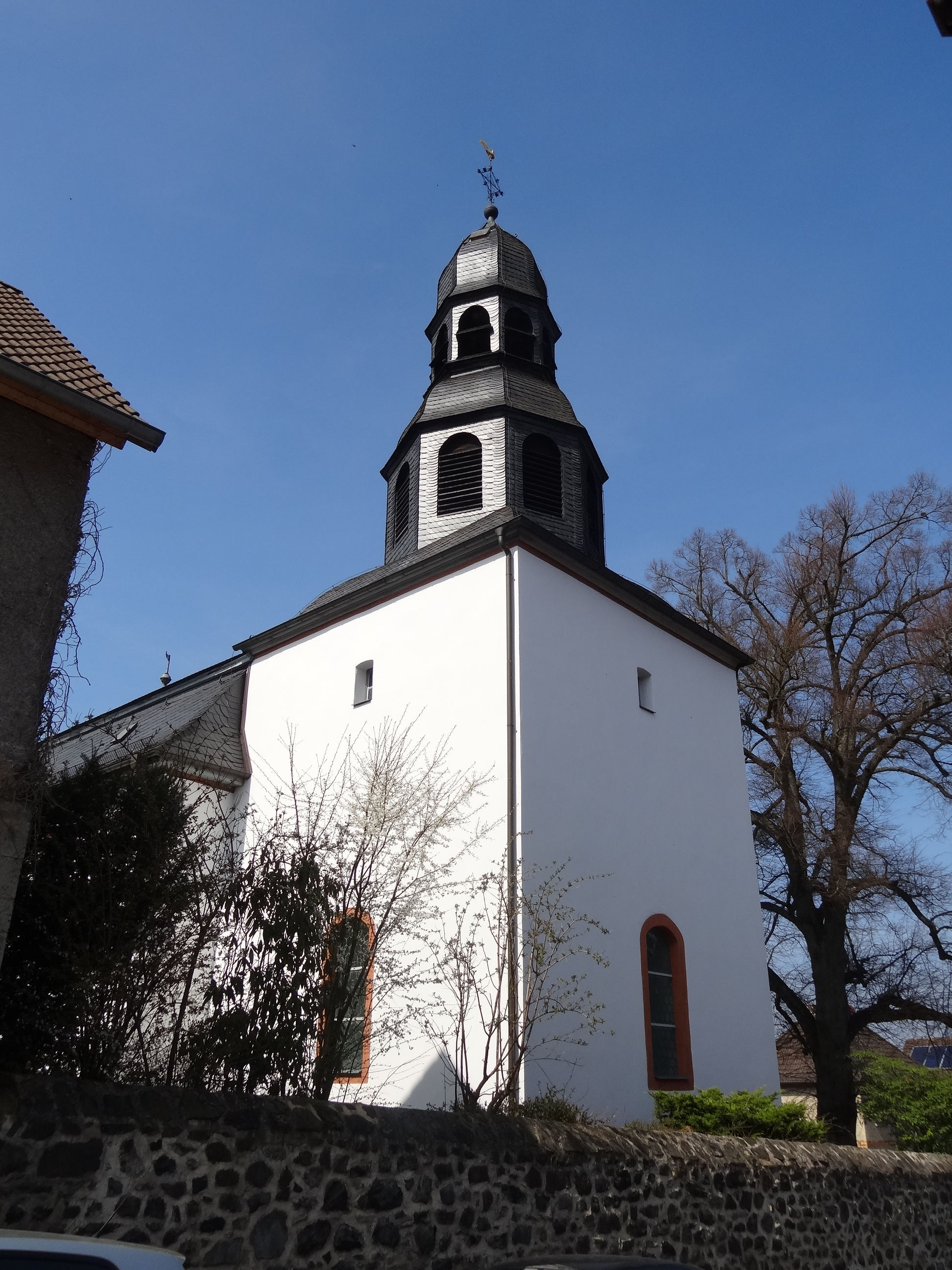
Turm von Südosten

Die Evangelische Kirche in Rödgen, einem Stadtteil von Gießen im Landkreis Gießen in Mittelhessen, ist eine zweizonig gegliederte Predigtkirche, die 1811 in barocker Tradition anstelle eines mittelalterlichen Vorgängerbaus errichtet wurde. Der im Kern gotische Chorturm geht in den ältesten Teilen auf das 13. Jahrhundert zurück. Die Kirche mit ihrem Mansarddach und der zweigeschossigen welschen Haube prägt das Ortsbild und ist hessisches Kulturdenkmal.
Die Kirchengemeinde gehört zum Dekanat Gießener Land in der Propstei Oberhessen der Evangelischen Kirche in Hessen und Nassau.

## Geschichte
Kirchlich gehörte Rödgen im Hochmittelalter zur einen Hälfte zum Archidiakonat St. Stephan im Bistum Mainz und zur anderen Hälfte zum Archidiakonat St. Lubentius Dietkirchen im Bistum Trier. Entsprechend war Rödgen teilweise nach Großen-Linden und teilweise nach Großen-Buseck sendpflichtig. Im 15. Jahrhundert war Rödgen eigenständige Pfarrei. Annerod ist seit 1838 eingepfarrt.
Mit Einführung der Reformation wechselte Rödgen zum evangelischen Bekenntnis. Erster lutherischer Pfarrer war Michael Becker von Großen-Buseck, der hier von 1554 bis 1556 wirkte.
Im Jahr 1683 wurde der baufällige Turm repariert. Die Turmhalle wurde noch im 17. Jahrhundert verwendet und erhielt in dieser Zeit ihre heutige Höhe, indem das gotische Kreuzrippengewölbe ausgebrochen wurde. Im Jahr 1739 wurde wahrscheinlich der gesamte Turm unter Einbeziehung der alten Westmauer neu aufgeführt. Nachweislich wurden in diesem Jahr die nördliche Turmtür eingebrochen, die mit 1739 bezeichnet ist, und Fenster mit Segmentbögen eingelassen. Zudem erhielt der Turm seine zweigeschossige, barocke Haube.
Das abgängige Langhaus wurde 1811 abgebrochen und durch ein größeres Schiff ersetzt. Die Gemeinde schaffte im Jahr 1900 eine neue Orgel an und setzte in diesem Zuge die Kirche instand. In den Jahren 1961 und 1977 erfolgten Außensanierungen am Mauerwerk und Dach.

## Architektur

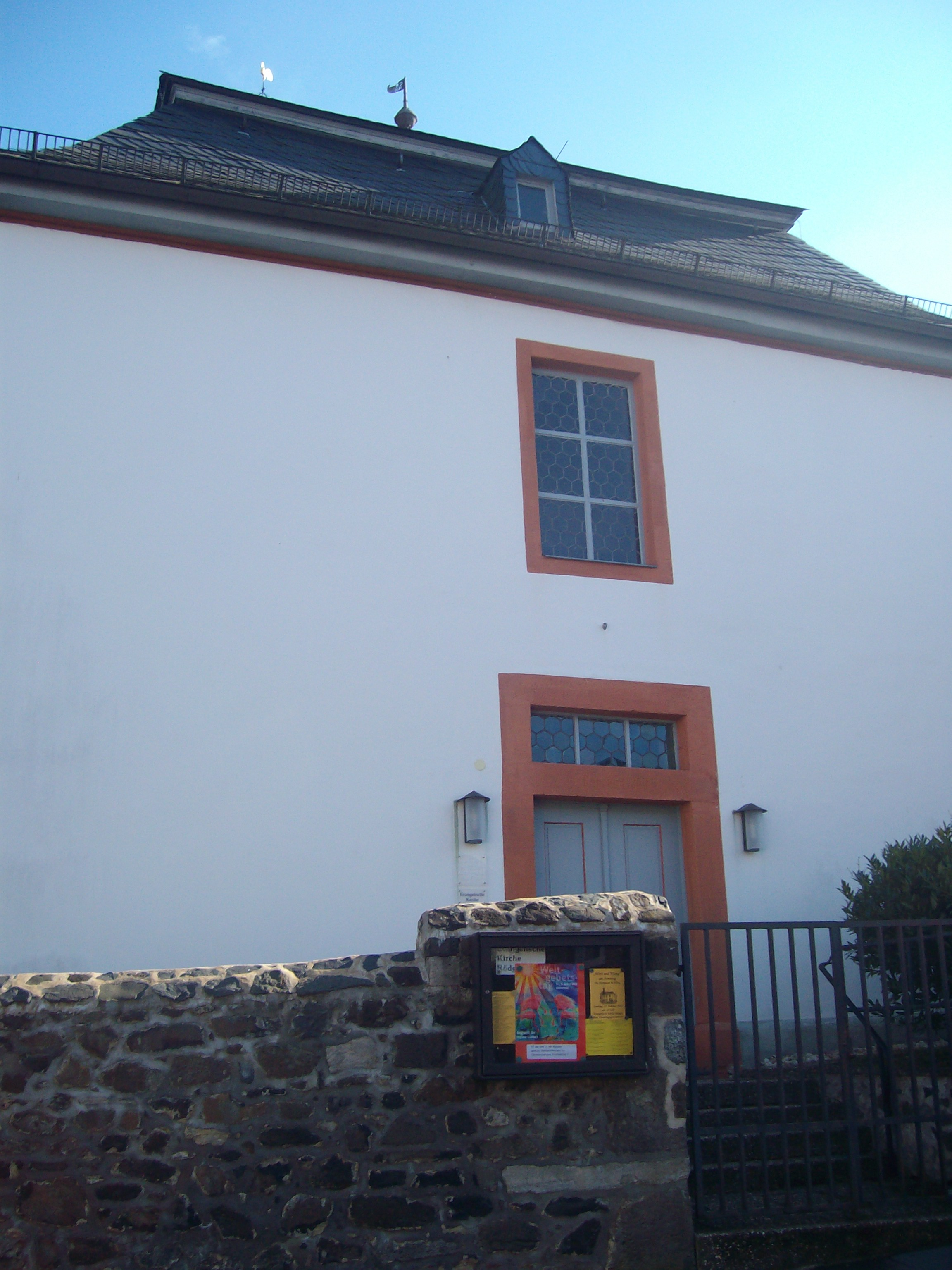
Westseite

Die Kirche ist auf einer kleinen Erhöhung inmitten des Ortszentrum errichtet und wird von einer Friedhofsmauer aus Bruchsteinmauerwerk (Lungstein) umgeben. Das Schiff ist an der Westseite des gedrungenen Chorturms angebaut. Der ungegliederte Turmschaft hat ein Nordportal und Segmentbogenfenster in Sandsteingewände, die die ehemals gewölbte Turmhalle belichten. In der hohen Turmhalle führt eine Holztreppe über eine Emporengalerie in den Turmhelm. An der Westseite ist eine geschlossene Sakristei eingebaut, die den Zugang zur Kanzel ermöglicht. Im Obergeschoss finden sich sehr kleine Rechteckfenster an den drei freistehenden Seiten. Über dem mittelalterlichen Schaft erhebt sich der zweigestufte, achtseitige Helmaufbau. Das Glockengeschoss hat rundbogige Schalllöcher und ein Haubendach. Es beherbergt ein Dreiergeläut der Firma Rincker, eine Glocke aus den 1920er und zwei Glocken aus den 1950er Jahren. Die offene Laterne mit Welscher Haube wird von Turmknauf, Kreuz und Wetterhahn bekrönt.
Das Kirchenschiff ist außen wie innen symmetrisch gestaltet. Die rechteckigen Fenster in schlichten Sandsteingewände sind in zwei Zonen gegliedert, je drei Fenster an den Langseiten und eines an der Westseite. Das Schiff wird durch ein rechteckiges Mittelportal in Sandsteingewände mit Oberlicht in der Nordseite und ein entsprechendes Portal an der Westseite erschlossen. Das Mansarddach ist im Westen und Norden mit kleinen Gauben bestückt.

## Ausstattung

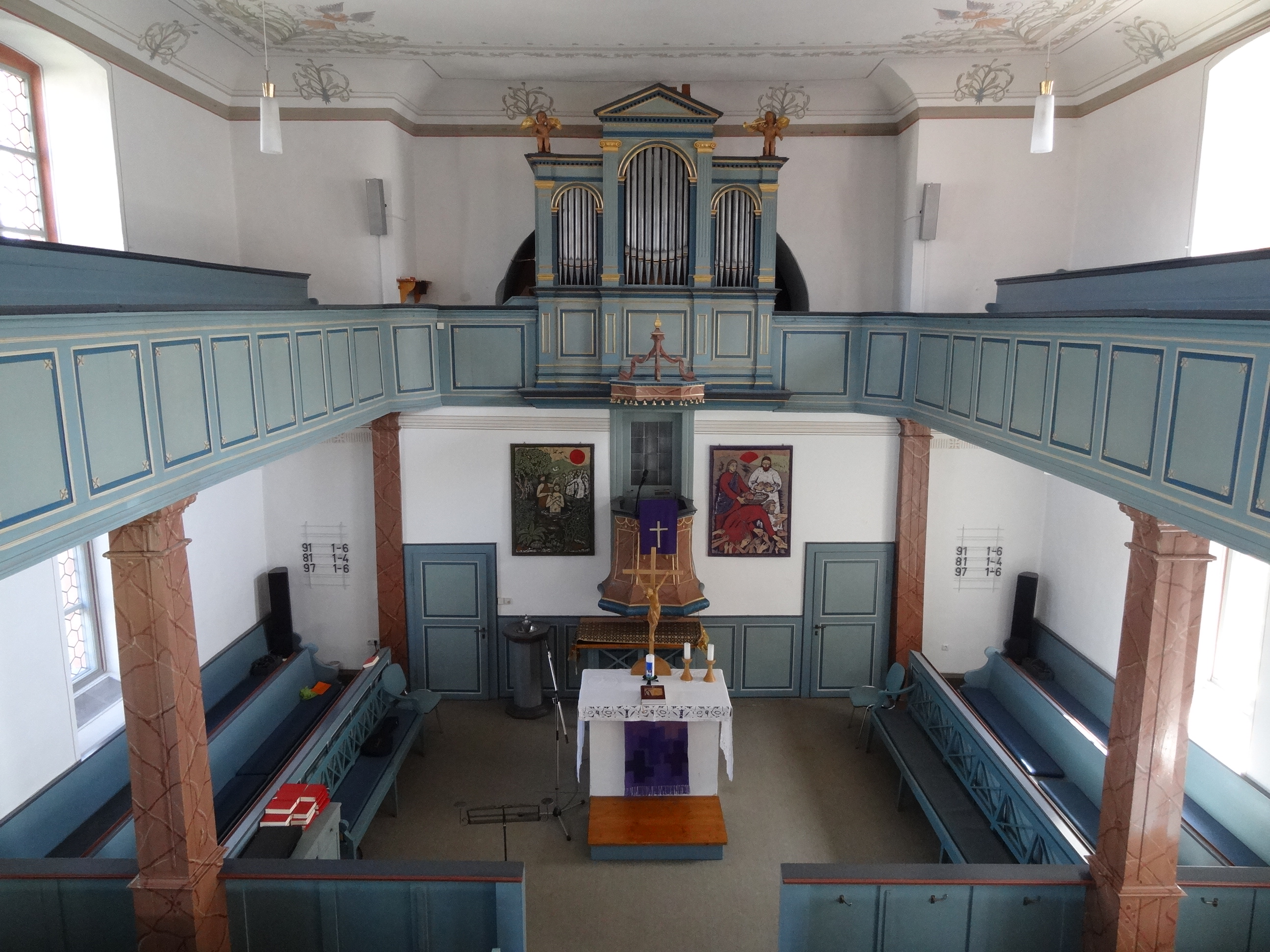
Innenraum Richtung Osten

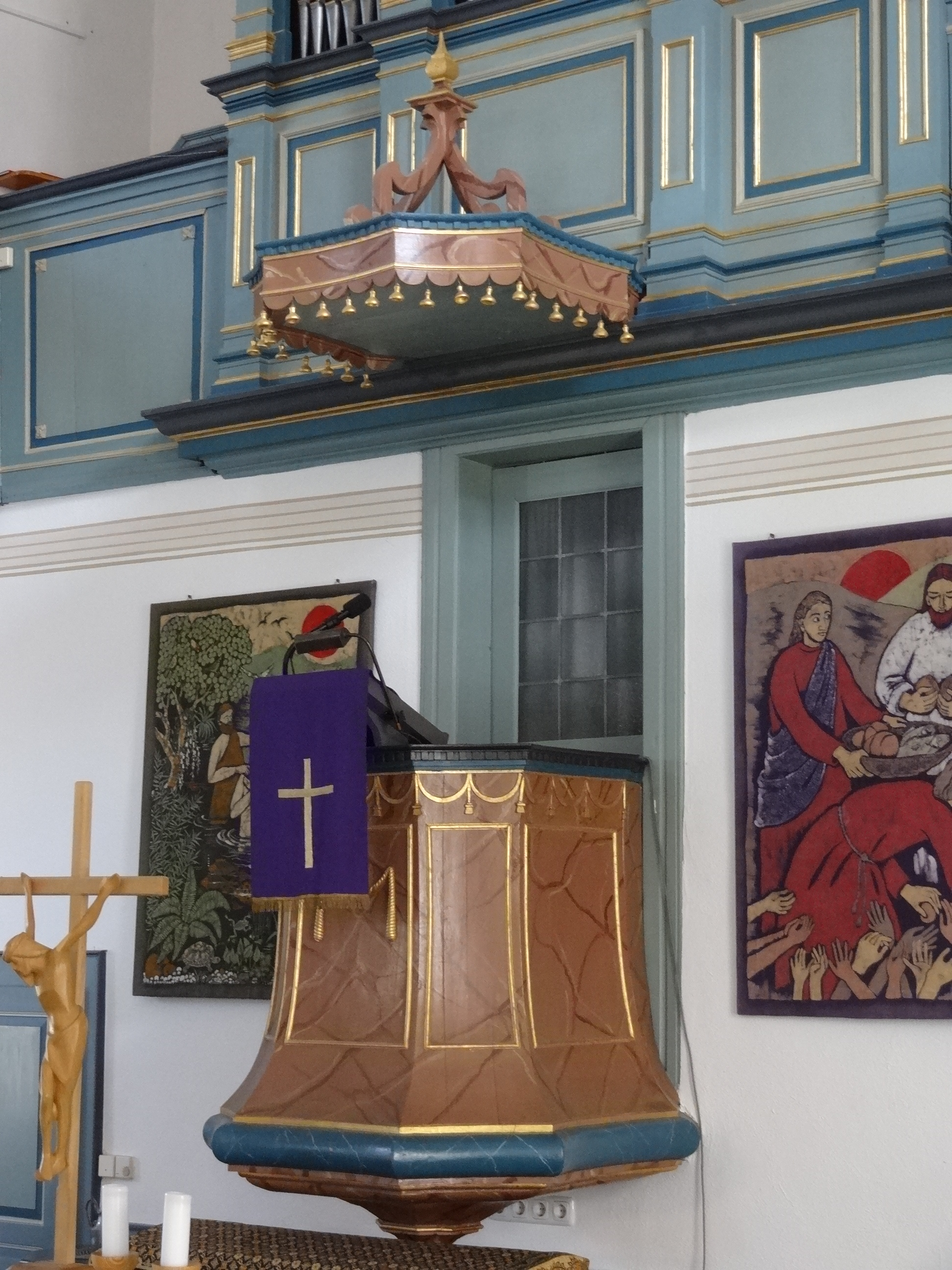
Kanzel

Der Innenraum wird von einer Flachdecke abgeschlossen und ist schlicht gestaltet. Die vierseitig umlaufende, kassettierte Empore in hellblauer Fassung ruht auf braun marmorierten Holzpfeilern. Auf der Ostempore steht die Orgel und verdeckt den vermauerten Chorbogen des 17. Jahrhunderts. Die Altarwand aus 0,12 Meter starkem Fachwerk ist nicht im Chorbogen, sondern davor angebracht. Die Prinzipalstücke Altar, Kanzel und Orgel sind mittelachsig aufgestellt. Der aufgemauerte Blockaltar wird von einer Platte bedeckt, der als Nebenaltar in Kloster Arnsburg diente und wurde von dort übernommen. Die achteckige, geschweifte Kanzel mit Flachornamenten soll die Rokoko-Kanzel der Langsdorfer Kirche zum Vorbild haben. Der Kanzelkorb ist braun marmoriert und hat vergoldete Profile. Der Schalldeckel ist an der Orgelempore befestigt und ist unten mit kleinen vergoldeten Glöckchen verziert. Ein geschwungener Holzaufbau mit vergoldeter Spitze bildet den oberen Abschluss.
Die hölzerne, achtseitige Taufe ruht auf einem profilierten Fuß, der dem oberen Abschluss entspricht. Das hölzerne, hellblau bemalte Kirchengestühl hat geschwungene Wangen und lässt einen Mittelgang frei. An der Südwand ist ein Lutherbild aufgehängt.

## Orgel

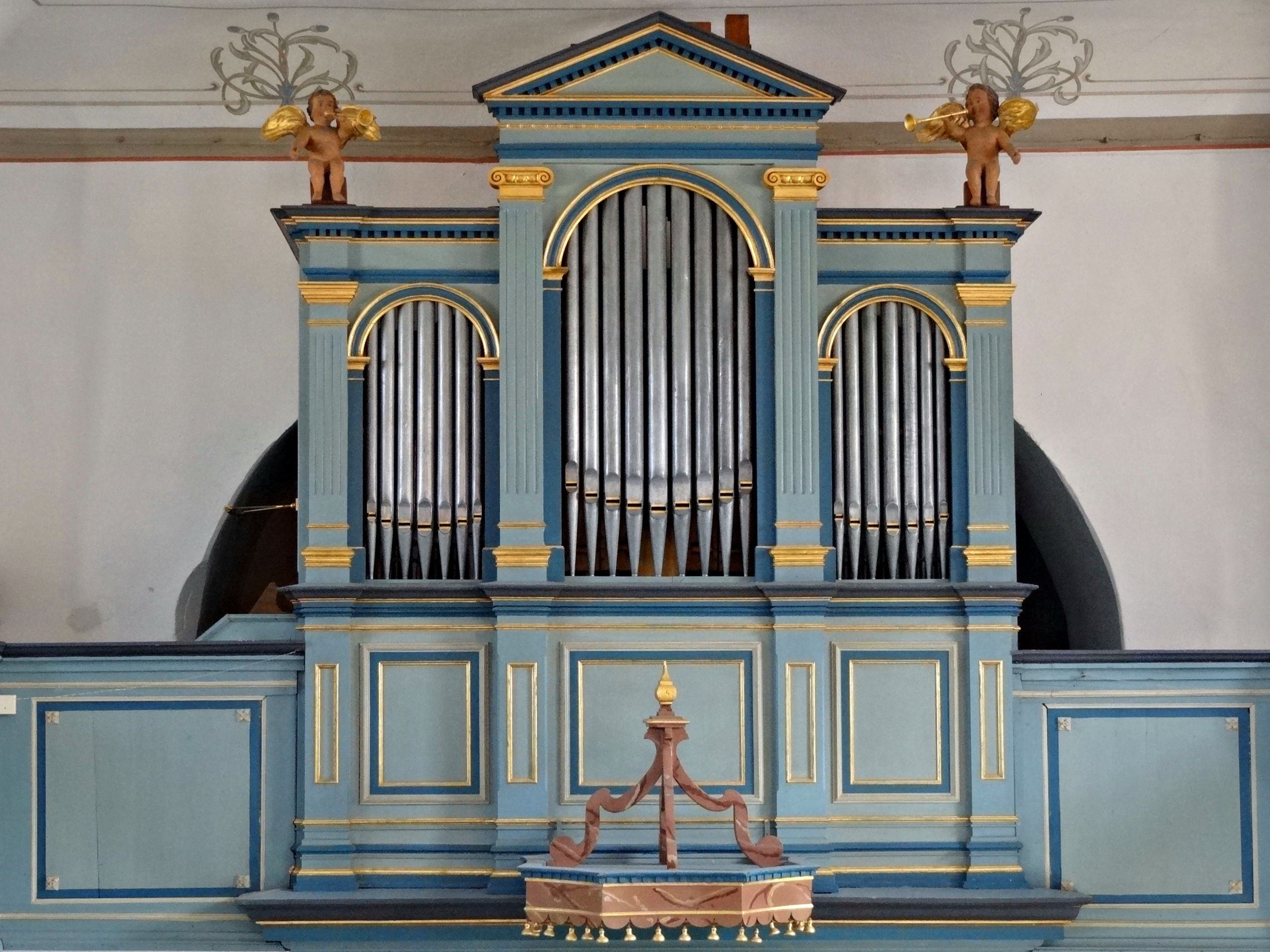
Förster & Nicolaus-Orgel

Eine Orgel wurde in den 1730er Jahren angeschafft. Orgelbauer war der Rödger Lehrer J. K. Grimm, der das Instrument auch spielte. Unklar ist, ob diese Orgel in die neue Kirche übernommen wurde. Im Jahr 1846 erfolgte eine Reparatur, eine weitere 1876 durch Johann Georg Förster. Die Nachfolgefirma Förster & Nicolaus schuf im Jahr 1900 als Opus 90 ein neues Werk, das 1979 von derselben Firma überholt wurde. Die Orgel verfügt über acht Register auf einem Manual und Pedal und pneumatische Kegelladen. Die Disposition lautet wie folgt:
| I Manual C–f3 |       |
| Prinzipal     | 8′    |
| Hohlflöte     | 8′    |
| Salicional    | 8′    |
| Bordun        | 8′    |
| Oktave        | 4′    |
| Flauto dolce  | 4′    |
| Rauschquinte  | 2 ⁄3′ |

| Pedal C–d1 |     |
| Subbaß     | 16′ |

- Koppeln: I/P, Suboktavkoppel, Superoktavkoppel
- Spielhilfen: Feste Kombination (ff)